# Sala José Revueltas
La Sala José Revueltas es una sala de cine que se encuentra en el Centro Cultural Universitario en la UNAM.

## Historia
Fue inaugurada el 14 de enero de 1982 en homenaje a José Revueltas, a la par de la Sala Julio Bracho y se encuentra en Circuito Maestro Mario de la Cueva S/N,Cd. Universitaria,Ciudad de México, D.F.,México.
Está diseñada para la presentación de obras cinematográficas, experimentales o profesionales, de corto o largo metrajes, así como de cualquiera otro material fílmico similar. Para la presentación de dichas obras, se sujetan a la programación que con la debida anticipación sea remitida a la DGARCR y D por la Coordinación de Difusión Cultural y las direcciones de las diversas áreas de dicha coordinación.
Actualmente se encuentra modernizada por completo en lo que a butacas y equipo de sonido se refiere, las cintas ya se encuentran en formato digital y se cuenta con un catálogo en 3D.